# موتور بازی پیشرفته راک‌استار
موتور بازی پیشرفته راک‌استار (به انگلیسی: Rockstar Advanced Game Engine) (مخفف انگلیسی: RAGE) یا رِیج نام یک موتور توسعه بازی است که توسط تیم برنامه‌نویسی و توسعه گروه راک‌استار سن‌دیگو توسعه داده شده است. این موتور از سال ۲۰۰۶ به بعد برای ساخت تمامی محصولات راک‌استار مورد استفاده واقع شده است. این موتور تاکنون قابلیت ساخت بازی‌های مخصوص کنسول‌های نسل ششم و نسل هفتم و نسل هشتم و نهم را داشته است.

آرم موتور بازی پیشرفته ریج